# 26 de dezembro
26 de dezembro é o 360.º dia do ano no calendário gregoriano (361.º em anos bissextos). Faltam 5 dias para acabar o ano.

## Eventos históricos

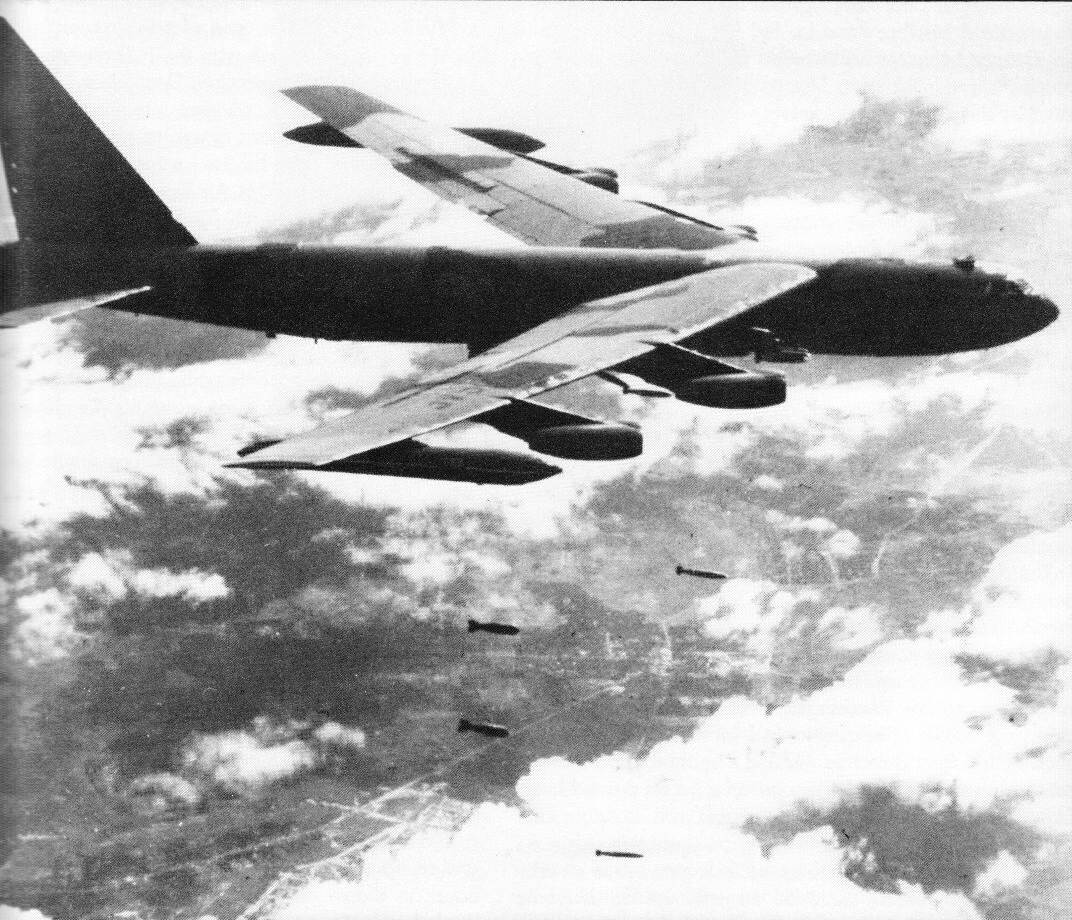
1972: Operação Linebacker II

2004: Sismo e tsunami do Oceano Índico

- 0887 — Berengário I é eleito rei da Itália pelos senhores da Lombardia. É coroado com a Coroa de Ferro da Lombardia em Pavia.
- 1489 — As forças dos Reis Católicos, Fernando e Isabel, assumem o controle de Almeria do sultão do Reino Nacérida de Granada, Maomé XIII.
- 1776 — Guerra de Independência dos Estados Unidos: na Batalha de Trenton, o Exército Continental ataca e derrota com sucesso uma guarnição de forças hessianas.
- 1788 — Inconfidência Mineira: reunião conspiratória na casa do tenente-coronel Francisco de Paula Freire de Andrade.
- 1790 — Luís XVI da França dá seu consentimento público à Constituição Civil do Clero durante a Revolução Francesa.
- 1793 — Segunda Batalha de Wissembourg: a França derrota a Áustria.
- 1805 — Áustria e França assinam o Tratado de Pressburg.
- 1806 — Batalhas de Pultusk e Golymin: forças russas controlam as forças francesas sob Napoleão.[1]
- 1825 — Os defensores do liberalismo na Rússia se levantam contra o czar Nicolau I, mas são reprimidos na Revolta Dezembrista em São Petersburgo.
- 1861 — Guerra Civil Americana: o caso Trent: os enviados diplomáticos confederados James Murray Mason e John Slidell são libertados pelo governo dos Estados Unidos, evitando assim uma possível guerra entre os Estados Unidos e o Reino Unido.[2]
- 1862 — Guerra Civil Americana: início da Batalha de Chickasaw Bayou.
- 1898 — Marie e Pierre Curie anunciam o isolamento do elemento químico rádio.
- 1933
  - A rádio FM é patenteada.
  - A empresa de produção de automóveis Nissan é organizada em Tóquio, Japão.
- 1943 — Segunda Guerra Mundial: o navio de guerra alemão Scharnhorst é afundado.
- 1944 — Segunda Guerra Mundial: o Terceiro Exército de George S. Patton quebra o cerco imposto às forças americanas em Bastogne, na Bélgica.
- 1948
  - Cardeal József Mindszenty é preso na Hungria e acusado de traição e conspiração.
  - As últimas tropas soviéticas se retiram da Coreia do Norte.
- 1963
  - Lançamento, em nível nacional, no Brasil, da Campanha da Fraternidade.
  - "I Want to Hold Your Hand" e "I Saw Her Standing There" dos Beatles são lançadas nos Estados Unidos, marcando o início da beatlemania em nível internacional.
- 1972 — Guerra do Vietnã: como parte da Operação Linebacker II, 120 bombardeiros americanos B-52 Stratofortress atacam Hanói, incluindo 78 decolados da Base da Força Aérea Andersen em Guam, o maior lançamento de combate único na história do Comando Estratégico Aéreo.
- 1975 — Entra em operação o Tupolev Tu-144, o primeiro avião comercial supersônico do mundo, a ultrapassar o Mach 2.
- 1977 — É promulgada a lei que institui o divórcio no Brasil.[3]
- 1978 — Começa o primeiro Rally Paris-Dakar.[4]
- 1982 — Programa Antártico Brasileiro: O Brasil realizou sua primeira expedição oficial à Antártica com o navio quebra-gelo NApOc Barão de Tefé e o navio oceanográfico NOc. Prof. Wladimir Besnad. Os navios zarparam do porto de Rio Grande, Rio Grande do Sul.
- 1991 — O Soviete Supremo da União Soviética se reúne e dissolve formalmente a União Soviética, terminando a Guerra Fria.
- 1994 — Quatro sequestradores do Grupo Islâmico Armado tomam o controle do voo 8969 da Air France. Quando o avião pousa em Marselha, uma equipe de assalto da Gendarmaria Francesa embarca na aeronave e mata os sequestradores.
- 1998 — O Iraque anuncia sua intenção de disparar contra aviões de guerra americanos e britânicos que patrulham as zonas de exclusão aérea do norte e do sul.
- 1999 — O Ciclone Lothar varre a Europa Central, matando 110 pessoas e causando US$ 1,3 bilhão em danos.
- 2003 — Um sismo de magnitude 6,5 devasta a antiga cidade persa de Bam, no Irã, causando pelo menos 30 000 mortos.
- 2004
  - Um sismo de 9,1–9,3 Mw no Oceano Índico sacode o norte de Sumatra com uma intensidade máxima de Mercalli de IX (desastroso). Um dos maiores tsunamis observados, afetou áreas costeiras e parcialmente continentais da Tailândia, Índia, Sri Lanka, Maldivas, Malásia, Mianmar, Bangladesh e Indonésia; o número de mortos é estimado em 227 898.
  - Revolução Laranja: o segundo turno das eleições na Ucrânia é realizado sob forte escrutínio internacional.
- 2012 — A China abre a rota ferroviária de alta velocidade mais longa do mundo, que liga Pequim e Cantão.[5]

## Nascimentos

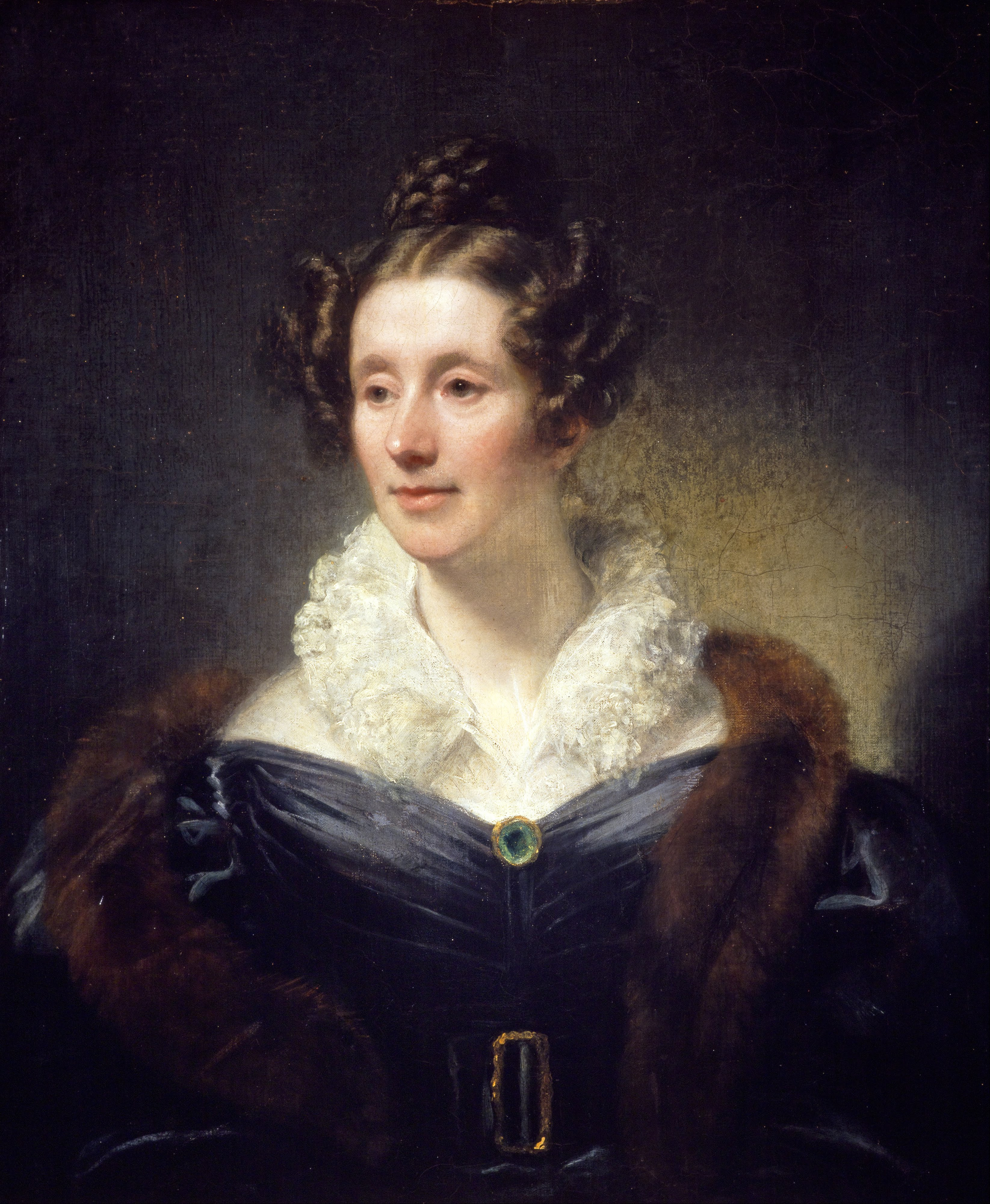
Mary Somerville

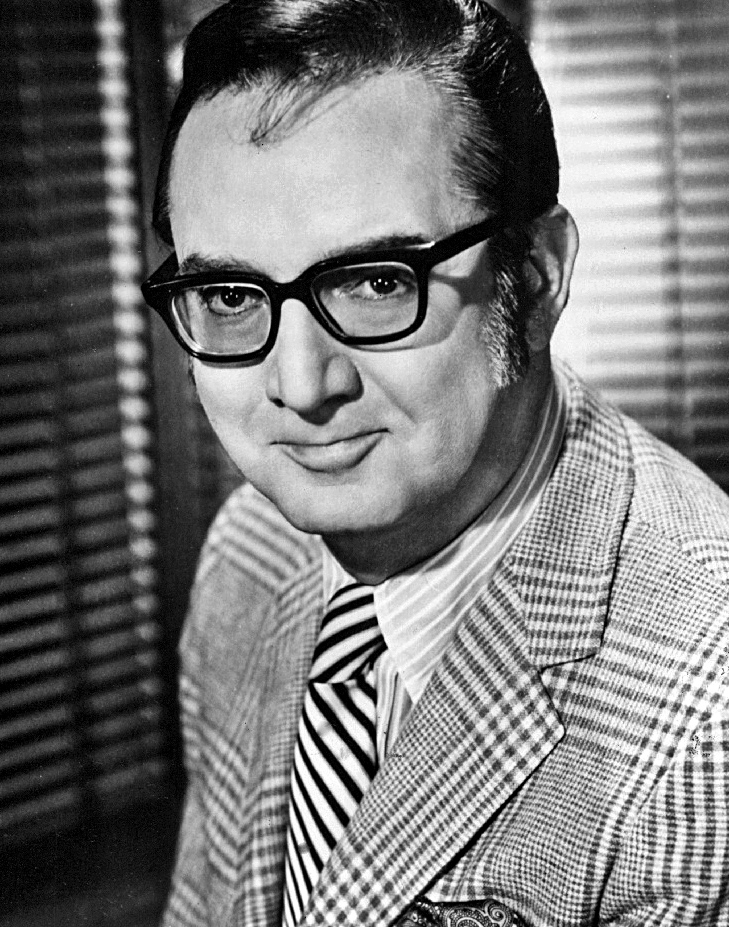
Steve Allen

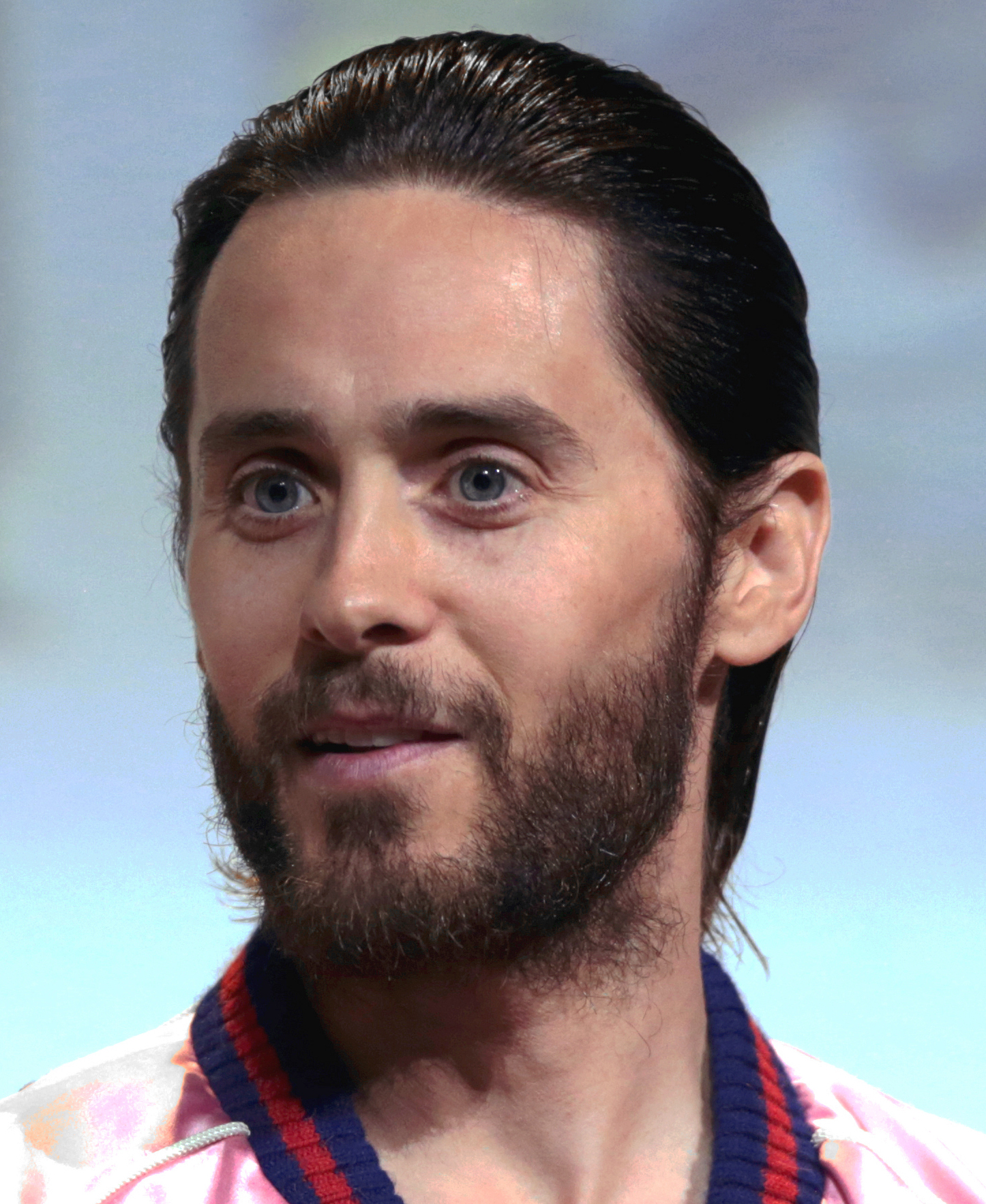
Jared Leto

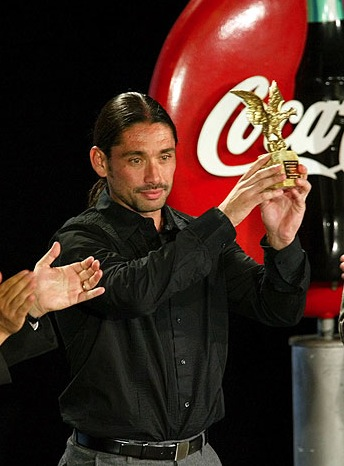
Marcelo Ríos

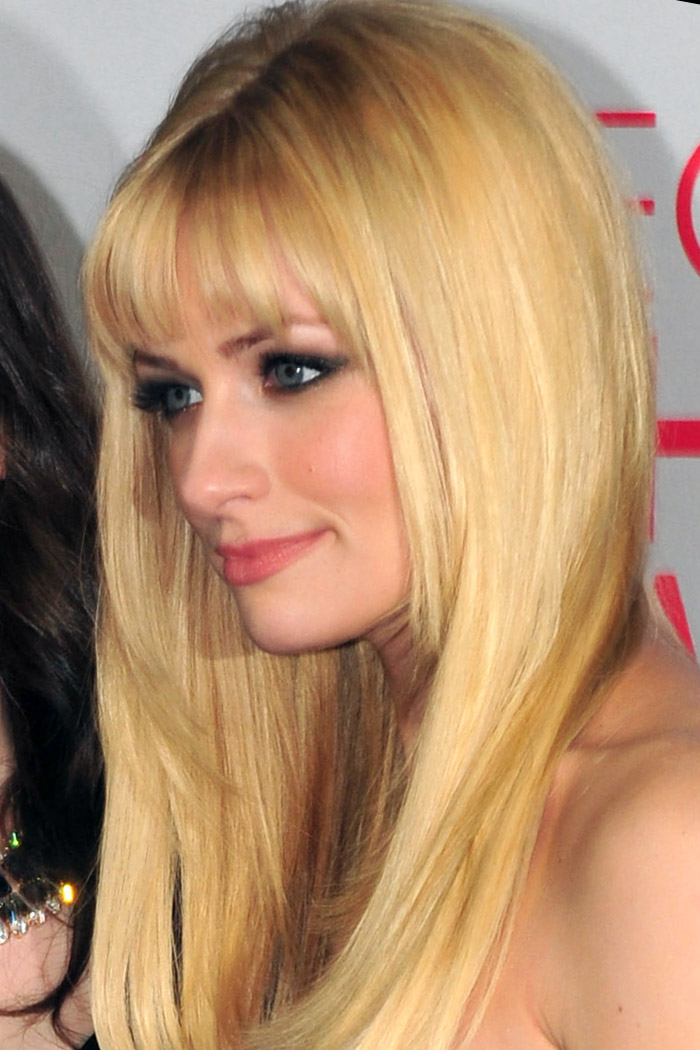
Beth Behrs

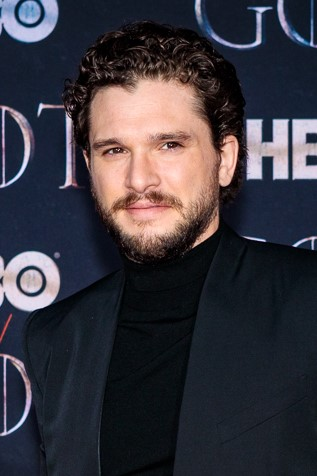
Kit Harington

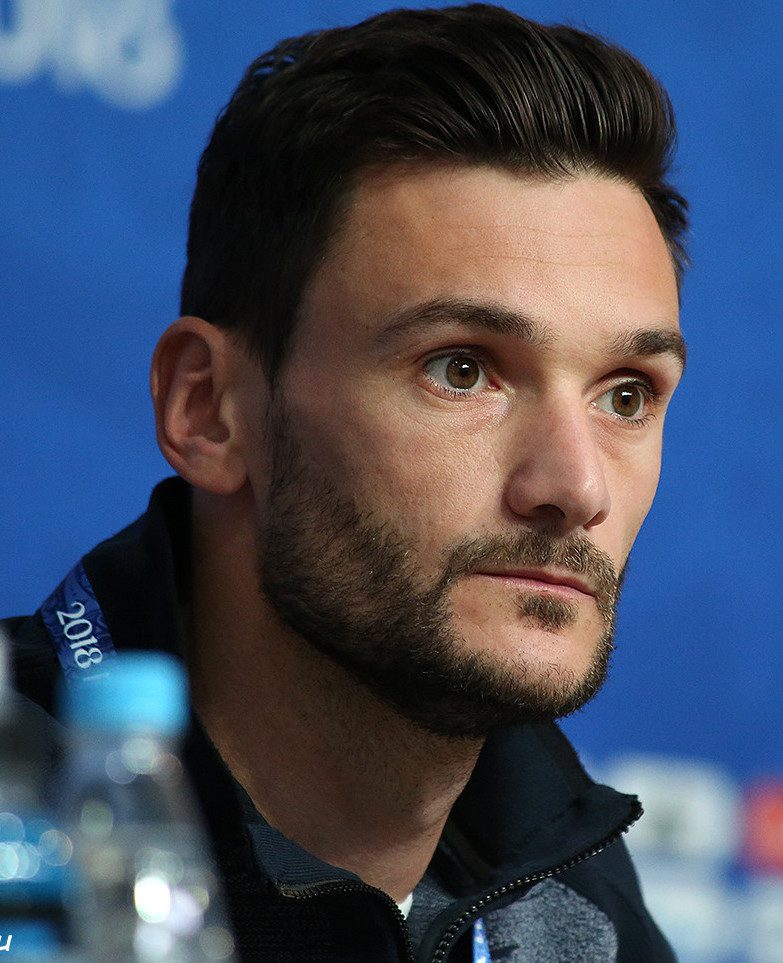
Hugo Lloris

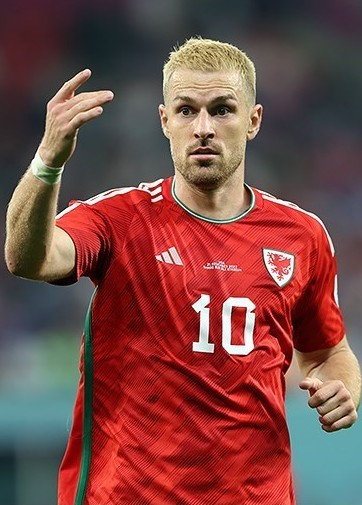
Aaron Ramsey

### Anteriores ao século XIX
- 0973 — al-Ma'arri, filósofo, poeta e escritor árabe (m. 1057).
- 1194 — Frederico II do Sacro Império Romano-Germânico (m. 1250).
- 1446 — Carlos de Valois, Duque de Berry (m. 1472).
- 1536 — Yi I, economista e filósofo coreano (m. 1584).
- 1581 — Filipe III de Hesse-Butzbach (m. 1643).
- 1716 — Thomas Gray, poeta britânico (m. 1771).
- 1737 — Frederico Josias de Saxe-Coburgo-Saalfeld (m. 1815).
- 1780 — Mary Somerville, cientista e escritora escocesa (m. 1872).
- 1766 — Laura Pulteney, 1.ª Condessa de Bath (m. 1808).
- 1769 — Ernst Moritz Arndt, escritor alemão (m. 1860).
- 1791 — Charles Babbage, matemático britânico (m. 1871).

### Século XIX
- 1803 — Friedrich Reinhold Kreutzwald, médico e escritor estoniano (m. 1882).
- 1809 — José Estêvão Coelho de Magalhães, jornalista e político português (m. 1862).
- 1819 — Hermann Blumenau, químico e farmacêutico alemão (m. 1899).
- 1855 — Arnold Ludwig Mendelssohn, compositor alemão (m. 1933).
- 1867 — Phan Boi Chau, ativista vietnamita (m. 1940).
- 1872 — Norman Angell, político e escritor britânico (m. 1967).
- 1883 — Maurice Utrillo, pintor francês (m. 1955).
- 1891 — Henry Miller, escritor estadunidense (m. 1980).
- 1892 — Don Barclay, ator, artista e caricaturista americano (m. 1975).
- 1893 — Mao Tsé-Tung, político chinês (m. 1976).
- 1894 — Raymond O. Faulkner, egiptólogo britânico (m. 1982).

### Século XX

#### 1901–1950
- 1903
  - Arminda Correia, cantora lírica portuguesa (m. 1988).
  - Elisha Cook, Jr., ator norte-americano (m. 1995).
- 1904 — Alejo Carpentier, musicólogo e escritor cubano (m. 1980).
- 1905
  - Anfilogino Guarisi, futebolista ítalo-brasileiro (m. 1974).
  - Kurt Heissmeyer, médico e militar alemão (m. 1967).
- 1907
  - Crisanto Bosch, futebolista espanhol (m. 1981).
  - Albert Gore Sr., político norte-americano (m. 1998).
- 1909 — Oldřich Nejedlý, futebolista tcheco (m. 1990).
- 1911 — Renato Guttuso, pintor italiano (m. 1987).
- 1913 — Rudolf Karsch, ciclista alemão (m. 1950).
- 1914
  - Maria Francisca de Saboia (m. 2001).
  - Richard Widmark, ator norte-americano (m. 2008).
- 1918 — Geórgios Rállis, político grego (m. 2006).
- 1921 — Steve Allen, músico, escritor e comediante estadunidense (m. 2000).
- 1922 — Asdrúbal Fontes Bayardo, automobilista uruguaio (m. 2006).
- 1926
  - Gina Pellón, pintora cubana (m. 2014).
  - Ali Javan, físico iraniano (m. 2016).
- 1930
  - Marisa Prado, atriz brasileira (m. 1982).
  - Jean Ferrat, cantor e compositor francês (m. 2010).
  - Donald Moffat, ator britânico (m. 2018).
- 1931 — Roger Piantoni, futebolista francês (m. 2018).
- 1932 — Ke Seung-woon, ex-futebolista norte-coreano.
- 1934 — Sonya Klopfer, ex-patinadora artística norte-americana.
- 1935
  - Moisés Solana, automobilista mexicano (m. 1969).
  - Bill Brack, ex-automobilista canadense.
- 1936 — Trevor Taylor, automobilista britânico (m. 2010).
- 1937 — Gnassingbé Eyadéma, militar e político togolês (m. 2005).
- 1939
  - Fred Schepisi, cineasta e roteirista australiano.
  - Phil Spector, produtor musical, compositor e músico norte-americano (m. 2021).
- 1940 — Edward Prescott, economista norte-americano (m. 2022).
- 1942
  - Marco Vinicio Cerezo Arévalo, político guatemalteco.
  - Gray Davis, político norte-americano.
  - Antonio Juliano, futebolista italiano (m. 2023).
- 1943 — Ke Seung-woon, ex-futebolista norte-coreano.
- 1944
  - Jane Lapotaire, atriz britânica.
  - Bill Ayers, professor norte-americano.
- 1947
  - Dominique Baratelli, ex-futebolista francês.
  - George Konrote, político e militar fijiano.
  - Víctor Hugo Morales, jornalista e escritor uruguaio.
- 1949 — José Ramos-Horta, político timorense.
- 1950 — Raja Pervez Ashraf, político e empresário paquistanês.

#### 1951–2000
- 1951
  - John Scofield, guitarrista e compositor norte-americano.
  - Paul Quinn, guitarrista britânico.
  - José Horacio Gómez, arcebispo mexicano.
- 1952
  - Alexander Ankvab, político russo.
  - Cleopas Dlamini, empresário e político essuatiniano.
  - Riki Sorsa, cantor finlandês (m. 2016).
- 1953
  - Toomas Hendrik Ilves, político estoniano.
  - Leonel Fernández, político e jurista dominicano.
  - Henning Schmitz, baterista alemão.
- 1955 — Evan Bayh, político norte-americano.
- 1956
  - Elisa Carrió, política e advogada argentina.
  - David Sedaris, humorista e escritor norte-americano.
- 1957 — Yavé Cahard, ex-ciclista francês.
- 1958
  - Adrian Newey, engenheiro automobilístico britânico.
  - Ilze Scamparini, jornalista brasileira.
- 1959 — Chuck Mosley, cantor e compositor estadunidense (m. 2017).
- 1960
  - Temuera Morrison, ator neozelandês.
  - Aziz Bouderbala, ex-futebolista marroquino.
- 1962
  - Jean-Marc Ferreri, ex-futebolista francês.
  - James Kottak, músico alemão (m. 2024).
- 1963
  - Suzane Carvalho, ex-automobilista brasileira.
  - Lars Ulrich, ator e músico dinamarquês.
- 1965
  - Daúto Faquirá, treinador de futebol moçambicano.
  - Mazinho Oliveira, ex-futebolista brasileiro.
- 1967 — Lelo Zaneti, músico brasileiro.
- 1968 — Sérgio João, ex-futebolista brasileiro.
- 1969 — Thais Herédia, jornalista brasileira.
- 1970 — Danielle Cormack, atriz neozelandesa.
- 1971
  - Jared Leto, ator e cantor estadunidense.
  - Tatiana Sorokko, modelo russa.
  - Carl Fletcher, ex-futebolista canadense.
- 1973
  - Reichen Lehmkuhl, ator e modelo norte-americano.
  - Sam Abouo, ex-futebolista marfinense.
- 1974
  - Tiffany Brissette, atriz norte-americana.
  - Gabriel Álvez, ex-futebolista uruguaio.
- 1975
  - Nilson Corrêa, ex-futebolista e treinador de futebol brasileiro.
  - Marcelo Ríos, ex-tenista chileno.
- 1976
  - Lea De Mae, atriz e modelo tcheca (m. 2004).
  - Emmanuel Babayaro, ex-futebolista e dirigente esportivo nigeriano.
- 1977 — Fatih Akyel, ex-futebolista e treinador de futebol turco.
- 1978 — Rebecca Rippon, ex-jogadora de polo aquático australiana.
- 1979 — Fabián Carini, ex-futebolista uruguaio.
- 1980
  - Todd Dunivant, ex-futebolista norte-americano.
  - Jo Jung-suk, ator, cantor e modelo sul-coreano.
- 1981 — Nikolai Nikolaeff, ator australiano.
- 1982
  - Shun Oguri, ator e modelo japonês.
  - Ema Fujisawa, atriz e modelo japonesa.
- 1983 — Alexandre Slaviero, ator brasileiro.
- 1984
  - Ahmed Barusso, futebolista ganês.
  - Alex Schwazer, atleta de marcha atlética italiano.
- 1985
  - Beth Behrs, atriz norte-americana.
  - Martín Alund, ex-tenista argentino.
  - Marija Jovanović, ex-handebolista montenegrina.
  - Gediminas Bagdonas, ex-ciclista lituano.
- 1986
  - Darío Bottinelli, ex-futebolista argentino.
  - Hugo Lloris, futebolista francês.
  - Kit Harington, ator britânico.
- 1987
  - Wallace Reis da Silva, futebolista brasileiro.
  - Amine Chermiti, futebolista tunisiano.
  - Mikhail Kukushkin, tenista russo.
- 1988 — Neuciano Gusmão, futebolista brasileiro.
- 1989
  - Sofiane Feghouli, futebolista argelino.
  - Diego Jardel, futebolista brasileiro.
  - Pa Modou Jagne, futebolista gambiano.
  - Dominick Reyes, lutador norte-americano de artes marciais mistas.
- 1990
  - Aaron Ramsey, futebolista britânico.
  - Andy Biersack, cantor, compositor e ator norte-americano.
  - Denis Cheryshev, futebolista russo.
  - Ri Sang-chol, futebolista norte-coreano.
- 1991
  - Eden Sher, atriz norte-americana.
  - Rui Bragança, taekwondista português.
- 1992 — Jade Thirlwall, cantora britânica.
- 1993 — Hu Yitian, ator chinês.
- 1994
  - Surma, cantora portuguesa.
  - Abdoul Razak Issoufou, taekwondista nigerino.
  - Samantha Boscarino, atriz e cantora norte-americana.
  - Souleymane Coulibaly, futebolista marfinense.
- 1995 — Lola Petticrew, atriz irlandesa.
- 1996 — Omar Alderete, futebolista paraguaio.
- 1997 — Tamara Zidanšek, tenista eslovena.
- 1999
  - Grégoire Saucy, automobilista suíço.
  - Leo Wu, ator chinês.
- 2000
  - Vittoria Guazzini, ciclista italiana.
  - Julen Agirrezabala, futebolista espanhol.

## Mortes

### Anteriores ao século XIX
- 0268 — Papa Dionísio (n. ?).
- 0418 — Papa Zósimo (n. 370).
- 0831 — Eutímio de Sárdis, bispo de Sárdis
- 1302 — Rei Valdemar da Suécia (n. 1329).
- 1360 — Tomás Holland, 1.º Conde de Kent (n. 1314).
- 1458 — Artur III, duque da Bretanha (n. 1393).
- 1476 — Galeácio Maria Sforza, duque de Milão (n. 1444).
- 1502 — Ramiro de Lorca, condotiero espanhol (n. 1452).
- 1771 — Claude-Adrien Helvétius, filósofo francês (n. 1715).
- 1786 — Gasparo Gozzi, crítico literário e dramaturgo italiano (n. 1713).

### Século XIX
- 1812 — Joel Barlow, poeta e diplomata americano e político francês (n. 1754).
- 1869 — Jean Léonard Marie Poiseuille, médico e físico francês (n. 1797).
- 1890 — Heinrich Schliemann, arqueólogo alemão (n. 1822).

### Século XX
- 1923 — Dietrich Eckart, político alemão (n. 1868).
- 1933
  - Mary Ann Bevan, enfermeira e artista circense inglesa (n. 1874).
  - Eduard Vilde, jornalista e escritor estoniano (n. 1865).
- 1958 — Éva Gauthier, mezzo-soprano canadense (n. 1885).
- 1961 — Kristofer Uppdal, escritor norueguês (n. 1878).
- 1966
  - Herbert Otto Gille, oficial alemão (n. 1897).
  - Guillermo Stábile, futebolista e treinador de futebol argentino (n. 1905).
- 1972 — Harry S. Truman, político norte-americano (n. 1884).
- 1977 — Howard Hawks, cineasta estadunidense (n. 1896).
- 1985
  - Dian Fossey, zoóloga estadunidense (n. 1932).
  - Margarete Schön, atriz alemã (n. 1895).
- 1988 — Pablo Sorozábal, compositor teuto-espanhol (n. 1897).
- 1994 — Sylva Koscina, atriz italiana (n. 1933).
- 1997 — Cornelius Castoriadis, economista e filósofo grego (n. 1922).
- 1998 — Hurd Hatfield, ator americano (n. 1917).
- 2000 — Jason Robards, ator e cantor norte-americano (n. 1922).

### Século XXI
- 2001 — Nigel Hawthorne, ator e produtor cinematográfico britânico (n. 1929).
- 2002 — Hugo Borghi, político brasileiro (n. 1910).
- 2005 — Vincent Schiavelli, ator norte-americano (n. 1948).
- 2006 — Gerald Ford, político norte-americano (n. 1913).
- 2009
  - Muíbo Cury, ator, compositor, radialista e dublador brasileiro (n. 1929).
  - Jacques Sylla, político malgaxe (n. 1946).
  - Giuseppe Chiappella, futebolista e treinador de futebol italiano (n. 1924).
- 2010
  - Dary Reis, ator brasileiro (n. 1926).
  - Dino Santana, ator e humorista brasileiro (n. 1940).
  - Teena Marie, cantora e produtora norte-americana (n. 1956).
- 2011 — Pedro Armendáriz Jr., ator mexicano (n. 1940).
- 2012
  - Luiz Noriega, locutor esportivo brasileiro (n. 1930).
  - Gerry Anderson, editor, produtor, diretor e escritor britânico (n. 1929).
  - Fontella Bass, cantora norte-americana (n. 1940).
- 2013 — Rejane Goulart, atriz brasileira (n. 1954).
- 2014 — Leo Tindemans, político belga (n. 1922).
- 2016 — Ricky Harris, ator, produtor, dublador e comediante estadunidense (n. 1962).
- 2017 — Aracy Cardoso, atriz brasileira (n. 1937).
- 2018 — Gerson Camata, jornalista e político brasileiro (n. 1941).
- 2020
  - Anna Maria Martins, escritora e tradutora brasileira (n. 1924).
  - Brodie Lee, wrestler profissional estadunidense (n. 1979).
  - George Blake, espião britânico (n. 1922).
- 2021 — Dorval Rodrigues, futebolista brasileiro (n. 1935).
- 2022 — António Mega Ferreira, jornalista português (n. 1949).
- 2023 — José Häring, prelado teuto-brasileiro (n. 1940).
- 2024 — Ney Latorraca, ator brasileiro (n. 1944).

## Feriados e eventos cíclicos
- Boxing day, saldos no primeiro dia útil depois do Natal, em vários países de língua inglesa.
- O 2º dia do Ciclo de Natal no Cristianismo Ocidental.
- O primeiro dia de celebração do feriado afro-americano do Kwanzaa (até 1 de janeiro).

### Cristianismo
- 2º dia de Natal
- Papa Dionísio
- Papa Zósimo

## Outros calendários
- No calendário romano era o 7.º dia (VII) antes das calendas de janeiro.
- No calendário litúrgico tem a letra dominical C para o dia da semana.
- No calendário gregoriano a epacta do dia é 25 ou xxv.